# Мішель ван дер Аа
Мішель ван дер Аа (нід. Michel van der Aa; нар. 10 січня 1970, Осс, Північний Брабант) — нідерландський композитор.

## Біографія
Закінчив Гаазьку Королівську консерваторію як інженер музичного запису, потім навчався композиції у Луї Андріссена. В 1994 закінчив Міжнародні курси танцювального мистецтва для професійних хореографів і композиторів, в 2002 — Нью-Йоркську кіноакадемію за спеціальністю «кінорежисура».

## Творчість
Зняв кілька короткометражних фільмів («Перехід», 2002), разом з Луї Андріссеном писав музику до короткометражного фільму Хола Хартлі «Новий математик» (2000).
Віддає перевагу музично-сценічним жанрам, вибудовуючи з допомогою аудіовізуальних медіа складні драматичні простору. Значним твором Аа стала опера «Після життя» (червень 2006).

## Нагороди
Мішель ван дер Аа — лауреат міжнародної премії «Gaudeamus» (1999), заохочувальної премії Сіменса (2005), премії Пауля Гіндеміта (2006) та ін.

## Твори
- Auburn (1994)
- Oog (1995)
- Now (1995)
- Starring at the Space (1995–1996)
- Span (1996)
- Wake (1997)
- Solo for percussion (1997)
- Quadrivial (1997)
- Double (1997)
- Between (1997)
- Faust (1998)
- Above (1999)
- Caprice (1999)
- Writing to Vermeer (1999)
- Attach (1999–2000)
- Just before (2000)
- See-through (2000)
- Here [to be found] (2001)
- Vuur (2001)
- One (2002)
- Here [in circles] (2002)
- Here [enclosed] (2003)
- Solitaire (2003)
- Memo (2003)
- Second Self (2004)
- Imprint (2005)
- After Life (2005–2006)
- Spaces of Blank (2009)
- Das Buch der Unruhe/ The book of Disquiet (2009)
- Transit (2009)
- Rekindle (2009)
- Up-close (2010)